# 24 Ore di Le Mans 2022
La 24 Ore di Le Mans 2022 è stata la 90ª edizione della maratona automobilistica francese, organizzata dall'A.C.O. (Automobile Club de l'Ouest), e ha avuto luogo sul Circuit de la Sarthe. Si tratta inoltre del terzo appuntamento del mondiale endurance 2022. La gara si è tenuta sul circuito francese tra l'11 e il 12 giugno.

## Record di questa edizione
Josh Pierson, quinto al traguardo alla guida della Oreca 07 Gibson della United Autosports, diventa il pilota più giovane di sempre a prendere parte alla competizione, battendo il precedente record stabilito da Matt McMurry nel 2014.

## Iscritti

### Ammissioni automatiche
Le squadre che hanno vinto la loro classe nella 24 Ore di Le Mans del 2021 o campionati nella European Le Mans Series (ELMS), nella Asian Le Mans Series (ALMS) e nella Michelin Le Mans Cup (MLMC) hanno ottenuto inviti all'ingresso automatico. I secondi classificati nell'ELMS 2021 nei campionati LMP2 e LMGTE hanno ottenuto ciascuno un invito automatico. Due partecipanti dell'IMSA SportsCar Championship (WTSC) sono stati scelti dall'ACO come iscrizioni automatiche, indipendentemente dalla loro prestazione o categoria. Le squadre che guadagnavano ingressi automatici in LMP2 potevano cambiare le loro auto rispetto all'anno precedente ma non la loro categoria. I team ELMS LMGTE e ALMS GT che guadagnavano ingressi automatici potevano usarli in LMGTE-Pro o LMGTE-Am. L'LMP3 europeo e asiatico (prototipo di Le Mans 3) il campione doveva schierare una voce in LMP2. Il campione Michelin Le Mans Cup Group GT3 (GT3) è stato limitato alla LMGTE Sono categoria.
| Motivo invitato                                      | LMP2              | LMGTE-Pro                               | LMGTE em                                |
| ---------------------------------------------------- | ----------------- | --------------------------------------- | --------------------------------------- |
| 1° alla 24 Ore di Le Mans                            | Squadra WRT       |                                         | AF Corse                                |
| 1° nella European Le Mans Series (LMP2 e LMGTE)      | Squadra WRT       | Iron Lynx                               | Iron Lynx                               |
| 2° nella European Le Mans Series (LMP2 e LMGTE)      | United Autosports | Spirit of Race                          | Spirit of Race                          |
| 1° nella European Le Mans Series (LMP3)              | Ingegneria DKR    |                                         |                                         |
| Iscrizioni generali dell'IMSA SportsCar Championship | Ben Keating       |                                         | Rob Ferriol                             |
| 1° nella Asian Le Mans Series (LMP2 e GT)            | Nielsen Racing    | Inception Racing con Optimum Motorsport | Inception Racing con Optimum Motorsport |
| 1° nella Asian Le Mans Series (LMP3)                 | CD Sport          |                                         |                                         |
| 1° nella Michelin Le Mans Cup (GT3)                  |                   |                                         | Iron Lynx                               |

### Lista d'ingresso
Le iscrizioni alla LMP2 Pro-Am Cup, riservate alle squadre con un pilota classificato Bronzo nella loro formazione, sono contrassegnate dall'icona.
| Icona | Serie                             |
| ----- | --------------------------------- |
| WEC   | Campionato Mondiale Endurance FIA |
| ELMS  | Serie Europea di Le Mans          |
| ALMS  | Serie asiatica di Le Mans         |
| WTSC  | Campionato WeatherTech SportsCar  |
| 24LM  | Solo 24 Ore di Le Mans            |
| Icona | VARIE                             |
| P2    | LMP2                              |
| PA    | Coppa LMP2 Pro-Am                 |

## Partecipanti
Di seguito l'elenco dei partecipanti:
| No. | Squadra             | Auto                | Pneumatici | Pilota 1         | Pilota 2           | Pilota 3           |
| --- | ------------------- | ------------------- | ---------- | ---------------- | ------------------ | ------------------ |
| 7   | Toyota Gazoo Racing | Toyota GR010 Hybrid | M          | Mike Conway      | Kamui Kobayashi    | José María López   |
| 8   | Toyota Gazoo Racing | Toyota GR010 Hybrid | M          | Sébastien Buemi  | Brendon Hartley    | Ryō Hirakawa       |
| 36  | Alpine Elf Matmut   | Alpine A480         | M          | Nicolas Lapierre | André Negrão       | Matthieu Vaxivière |
| 708 | Glickenhaus Racing  | Glickenhaus 007 LMH | M          | Olivier Pla      | Luis Felipe Derani | Romain Dumas       |
| 709 | Glickenhaus Racing  | Glickenhaus 007 LMH | M          | Ryan Briscoe     | Franck Mailleux    | Richard Westbrook  |

| No. | Squadra                   | Auto                  | Pneumatici | Pilota 1               | Pilota 2                 | Pilota 3            |
| --- | ------------------------- | --------------------- | ---------- | ---------------------- | ------------------------ | ------------------- |
| 1   | Richard Mille Racing Team | Oreca 07-Gibson       | G          | Sébastien Ogier        | Lilou Wadoux             | Charles Milesi      |
| 3   | DKR Engineering           | Oreca 07-Gibson       | G          | Jean Glorieux          | Laurents Hörr            | Alexandre Cougnaud  |
| 5   | Team Penske               | Oreca 07-Gibson       | G          | Felipe Nasr            | Dane Cameron             | Emmanuel Collard    |
| 9   | Prema Orlen Team          | Oreca 07-Gibson       | G          | Robert Kubica          | Louis Delétraz           | Lorenzo Colombo     |
| 10  | Vector Sport              | Oreca 07-Gibson       | G          | Sébastien Bourdais     | Ryan Cullen              | Nico Müller         |
| 13  | TDS Racing x Vaillante    | Oreca 07-Gibson       | G          | Mathias Beche          | Nyck de Vries            | Tijmen van der Helm |
| 22  | United Autosports         | Oreca 07-Gibson       | G          | Filipe Albuquerque     | Philip Hanson            | Will Owen           |
| 23  | United Autosports         | Oreca 07-Gibson       | G          | Alex Lynn              | Oliver Jarvis            | Josh Pierson        |
| 24  | Nielsen Racing            | Oreca 07-Gibson       | G          | Matt Bell              | Ben Hanley               | Rodrigo Sales       |
| 27  | CD Sport                  | Ligier JS P217-Gibson | G          | Christophe Cresp       | Michael Jensen           | Steven Palette      |
| 28  | Jota Sport                | Oreca 07-Gibson       | G          | Jonathan Aberdein      | Ed Jones                 | Oliver Rasmussen    |
| 30  | Duqueine Team             | Oreca 07-Gibson       | G          | Richard Bradley        | Reshad de Gerus          | Memo Rojas          |
| 31  | Team WRT                  | Oreca 07-Gibson       | G          | Robin Frijns           | Sean Gelael              | René Rast           |
| 32  | Team WRT                  | Oreca 07-Gibson       | G          | Mirko Bortolotti       | Rolf Ineichen            | Dries Vanthoor      |
| 34  | Inter Europol Competition | Oreca 07-Gibson       | G          | Alex Brundle           | Jakub Śmiechowski        | Esteban Gutiérrez   |
| 35  | Ultimate                  | Oreca 07-Gibson       | G          | Jean-Baptiste Lahaye   | François Heriau          | Matthieu Lahaye     |
| 37  | Cool Racing               | Oreca 07-Gibson       | G          | Niklas Krütten         | Ricky Taylor             | Ye Yifei            |
| 38  | Jota Sport                | Oreca 07-Gibson       | G          | António Félix da Costa | Roberto González         | Will Stevens        |
| 40  | Graff Racing              | Oreca 07-Gibson       | G          | David Droux            | Sébastien Page           | Éric Trouillet      |
| 41  | RealTeam by WRT           | Oreca 07-Gibson       | G          | Rui Andrade            | Norman Nato              | Ferdinand Habsburg  |
| 43  | Inter Europol Competition | Oreca 07-Gibson       | G          | Pietro Fittipaldi      | David Heinemeier Hansson | Fabio Scherer       |
| 44  | ARC Bratislava            | Oreca 07-Gibson       | G          | Miroslav Konôpka       | Tristan Vautier          | Bent Viscaal        |
| 45  | Algarve Pro Racing        | Oreca 07-Gibson       | G          | James Allen            | René Binder              | Steven Thomas       |
| 47  | Algarve Pro Racing        | Oreca 07-Gibson       | G          | Jack Aitken            | John Falb                | Sophia Flörsch      |
| 48  | IDEC Sport                | Oreca 07-Gibson       | G          | Paul-Loup Chatin       | Paul Lafargue            | Patrick Pilet       |
| 65  | Panis Racing              | Oreca 07-Gibson       | G          | Julien Canal           | Nico Jamin               | Job van Uitert      |
| 83  | AF Corse                  | Oreca 07-Gibson       | G          | Nicklas Nielsen        | François Perrodo         | Alessio Rovera      |

| No. | Squadra           | Auto                    | Pneumatici | Pilota 1            | Pilota 2              | Pilota 3            |
| --- | ----------------- | ----------------------- | ---------- | ------------------- | --------------------- | ------------------- |
| 51  | AF Corse          | Ferrari 488 GTE Evo     | M          | James Calado        | Alessandro Pier Guidi | Daniel Serra        |
| 52  | AF Corse          | Ferrari 488 GTE Evo     | M          | Antonio Fuoco       | Miguel Molina         | Davide Rigon        |
| 63  | Corvette Racing   | Chevrolet Corvette C8.R | M          | Nicky Catsburg      | Antonio García        | Jordan Taylor       |
| 64  | Corvette Racing   | Chevrolet Corvette C8.R | M          | Tommy Milner        | Alexander Sims        | Nick Tandy          |
| 74  | Riley Motorsports | Ferrari 488 GTE Evo     | M          | Sam Bird            | Felipe Fraga          | Shane van Gisbergen |
| 91  | Porsche GT Team   | Porsche 911 RSR-19      | M          | Gianmaria Bruni     | Richard Lietz         | Frédéric Makowiecki |
| 92  | Porsche GT Team   | Porsche 911 RSR-19      | M          | Michael Christensen | Kévin Estre           | Laurens Vanthoor    |

| No. | Squadra               | Auto                     | Pneumatici | Pilota 1          | Pilota 2              | Pilota 3             |
| --- | --------------------- | ------------------------ | ---------- | ----------------- | --------------------- | -------------------- |
| 21  | AF Corse              | Ferrari 488 GTE Evo      | M          | Simon Mann        | Christoph Ulrich      | Toni Vilander        |
| 33  | TF Sport              | Aston Martin Vantage AMR | M          | Ben Keating       | Henrique Chaves       | Marco Sørensen       |
| 46  | Team Project 1        | Porsche 911 RSR-19       | M          | Matteo Cairoli    | Nicolas Leutwiler     | Mikkel O. Pedersen   |
| 54  | AF Corse              | Ferrari 488 GTE Evo      | M          | Nick Cassidy      | Francesco Castellacci | Thomas Flohr         |
| 55  | Spirit of Race        | Ferrari 488 GTE Evo      | M          | Duncan Cameron    | Matt Griffin          | David Perel          |
| 56  | Team Project 1        | Porsche 911 RSR-19       | M          | Ben Barnicoat     | Brendan Iribe         | Ollie Millroy        |
| 57  | Kessel Racing         | Ferrari 488 GTE Evo      | M          | Mikkel Jensen     | Takeshi Kimura        | Frederik Schandorff  |
| 59  | Inception Racing      | Ferrari 488 GTE Evo      | M          | Marvin Klein      | Côme Ledogar          | Alexander West       |
| 60  | Iron Lynx             | Ferrari 488 GTE Evo      | M          | Alessandro Balzan | Raffaele Giammaria    | Claudio Schiavoni    |
| 61  | AF Corse              | Ferrari 488 GTE Evo      | M          | Vincent Abril     | Conrad Grunewald      | Louis Prette         |
| 66  | JMW Motorsport        | Ferrari 488 GTE Evo      | M          | Jason Hart        | Mark Kvamme           | Renger van der Zande |
| 71  | Spirit of Race        | Ferrari 488 GTE Evo      | M          | Gabriel Aubry     | Franck Dezoteux       | Pierre Ragues        |
| 75  | Iron Lynx             | Ferrari 488 GTE Evo      | M          | Pierre Ehret      | Christian Hook        | Nicolás Varrone      |
| 77  | Dempsey-Proton Racing | Porsche 911 RSR-19       | M          | Sebastian Priaulx | Christian Ried        | Harry Tincknell      |
| 79  | WeatherTech Racing    | Porsche 911 RSR-19       | M          | Julien Andlauer   | Gianluca Giraudi      | Cooper MacNeil       |
| 80  | Iron Lynx             | Ferrari 488 GTE Evo      | M          | Matteo Cressoni   | Giancarlo Fisichella  | Richard Heistand     |
| 85  | Iron Dames            | Ferrari 488 GTE Evo      | M          | Sarah Bovy        | Rahel Frey            | Michelle Gatting     |
| 86  | GR Racing             | Porsche 911 RSR-19       | M          | Ben Barker        | Ricardo Pera          | Michael Wainwright   |
| 88  | Dempsey-Proton Racing | Porsche 911 RSR-19       | M          | Jan Heylen        | Patrick Lindsey       | Fred Poordad         |
| 93  | Proton Competition    | Porsche 911 RSR-19       | M          | Matt Campbell     | Michael Fassbender    | Zacharie Robichon    |
| 98  | Northwest AMR         | Aston Martin Vantage AMR | M          | Paul Dalla Lana   | David Pittard         | Nicki Thiim          |
| 99  | Hardpoint Motorsport  | Porsche 911 RSR-19       | M          | Rob Ferriol       | Adrien De Leener      | Katherine Legge      |
| 777 | D'station Racing      | Aston Martin Vantage AMR | M          | Charlie Fagg      | Tomonobu Fujii        | Satoshi Hoshino      |

## Risultati delle Qualifiche
| No. | Squadra             | Categoria | Auto                     | Tempo    |
| --- | ------------------- | --------- | ------------------------ | -------- |
| 7   | Toyota Gazoo Racing | Hypercar  | Toyota GR010 Hybrid      | 3:27.247 |
| 31  | Team WRT            | LMP2      | Oreca 07-Gibson          | 3:29.898 |
| 92  | Porsche GT Team     | LMGTE Pro | Porsche 911 RSR-19       | 4:00.999 |
| 61  | Northwest AMR       | LMGTE Am  | Aston Martin Vantage AMR | 4:02.559 |

| No. | Squadra             | Categoria | Auto                    | Tempo    |
| --- | ------------------- | --------- | ----------------------- | -------- |
| 8   | Toyota Gazoo Racing | Hypercar  | Toyota GR010 Hybrid     | 3:24:408 |
| 31  | Team WRT            | LMP2      | Oreca 07-Gibson         | 3:28:394 |
| 63  | Corvette Racing     | LMGTE Pro | Chevrolet Corvette C8.R | 3:49:985 |
| 61  | AF Corse            | LMGTE Am  | Ferrari 488 GTE Evo     | 3:52:594 |

## Risultati di gara
Di seguito l'ordine di arrivo:
| Pos. | No.  | Classe    | Team                      | Auto                     | Giri |
| ---- | ---- | --------- | ------------------------- | ------------------------ | ---- |
| 1    | #8   | Hypercar  | Toyota Gazoo Racing       | Toyota GR010 Hybrid      | 380  |
| 2    | #7   | Hypercar  | Toyota Gazoo Racing       | Toyota GR010 Hybrid      | 380  |
| 3    | #709 | Hypercar  | Glickenhaus Racing        | Glickenhaus 007 LMH      | 375  |
| 4    | #708 | Hypercar  | Glickenhaus Racing        | Glickenhaus 007 LMH      | 370  |
| 5    | #38  | LMP2      | Jota Sport                | Oreca 07-Gibson          | 369  |
| 6    | #9   | LMP2      | Prema Orlen Team          | Oreca 07-Gibson          | 369  |
| 7    | #28  | LMP2      | Jota Sport                | Oreca 07-Gibson          | 368  |
| 8    | #13  | LMP2      | TDS Racing x Vaillante    | Oreca 07-Gibson          | 368  |
| 9    | #5   | LMP2      | Team Penske               | Oreca 07-Gibson          | 368  |
| 10   | #23  | LMP2      | United Autosports         | Oreca 07-Gibson          | 368  |
| 11   | #37  | LMP2      | Cool Racing               | Oreca 07-Gibson          | 367  |
| 12   | #48  | LMP2      | IDEC Sport                | Oreca 07-Gibson          | 366  |
| 13   | #1   | LMP2      | Richard Mille Racing Team | Oreca 07-Gibson          | 366  |
| 14   | #22  | LMP2      | United Autosports         | Oreca 07-Gibson          | 366  |
| 15   | #32  | LMP2      | Team WRT                  | Oreca 07-Gibson          | 366  |
| 16   | #65  | LMP2      | Panis Racing              | Oreca 07-Gibson          | 366  |
| 17   | #34  | LMP2      | Inter Europol Competition | Oreca 07-Gibson          | 365  |
| 18   | #43  | LMP2      | Inter Europol Competition | Oreca 07-Gibson          | 364  |
| 19   | #45  | LMP2      | Algarve Pro Racing        | Oreca 07-Gibson          | 363  |
| 20   | #24  | LMP2      | Nielsen Racing            | Oreca 07-Gibson          | 362  |
| 21   | #41  | LMP2      | RealTeam by WRT           | Oreca 07-Gibson          | 362  |
| 22   | #3   | LMP2      | DKR Engineering           | Oreca 07-Gibson          | 362  |
| 23   | #36  | Hypercar  | Alpine Elf Matmut         | Alpine A480              | 362  |
| 24   | #83  | LMP2      | AF Corse                  | Oreca 07-Gibson          | 361  |
| 25   | #47  | LMP2      | Algarve Pro Racing        | Oreca 07-Gibson          | 361  |
| 26   | #44  | LMP2      | ARC Bratislava            | Oreca 07-Gibson          | 360  |
| 27   | #10  | LMP2      | Vector Sport              | Oreca 07-Gibson          | 357  |
| 28   | #91  | LMGTE Pro | Porsche GT Team           | Porsche 911 RSR-19       | 350  |
| 29   | #51  | LMGTE Pro | AF Corse                  | Ferrari 488 GTE Evo      | 350  |
| 30   | #52  | LMGTE Pro | AF Corse                  | Ferrari 488 GTE Evo      | 349  |
| 31   | #92  | LMGTE Pro | Porsche GT Team           | Porsche 911 RSR-19       | 348  |
| 32   | #74  | LMGTE Pro | Riley Motorsports         | Ferrari 488 GTE Evo      | 347  |
| 33   | #39  | LMP2      | Graff Racing              | Oreca 07-Gibson          | 344  |
| 34   | #33  | LMGTE Am  | TF Sport                  | Aston Martin Vantage AMR | 343  |
| 35   | #79  | LMGTE Am  | WeatherTech Racing        | Porsche 911 RSR-19       | 343  |
| 36   | #98  | LMGTE Am  | Northwest AMR             | Aston Martin Vantage AMR | 342  |
| 37   | #86  | LMGTE Am  | GR Racing                 | Porsche 911 RSR-19       | 340  |
| 38   | #88  | LMGTE Am  | Dempsey-Proton Racing     | Porsche 911 RSR-19       | 340  |
| 39   | #54  | LMGTE Am  | AF Corse                  | Ferrari 488 GTE Evo      | 340  |
| 40   | #85  | LMGTE Am  | Iron Dames                | Ferrari 488 GTE Evo      | 339  |
| 41   | #21  | LMGTE Am  | AF Corse                  | Ferrari 488 GTE Evo      | 339  |
| 42   | #61  | LMGTE Am  | AF Corse                  | Ferrari 488 GTE Evo      | 339  |
| 43   | #55  | LMGTE Am  | Spirit of Race            | Ferrari 488 GTE Evo      | 339  |
| 44   | #99  | LMGTE Am  | Hardpoint Motorsport      | Porsche 911 RSR-19       | 338  |
| 45   | #57  | LMGTE Am  | Kessel Racing             | Ferrari 488 GTE Evo      | 336  |
| 46   | #80  | LMGTE Am  | Iron Lynx                 | Ferrari 488 GTE Evo      | 336  |
| 47   | #77  | LMGTE Am  | Dempsey-Proton Racing     | Porsche 911 RSR-19       | 336  |
| 48   | #35  | LMP2      | Ultimate                  | Oreca 07-Gibson          | 335  |
| 49   | #27  | LMP2      | CD Sport                  | Ligier JS P217-Gibson    | 333  |
| 50   | #66  | LMGTE Am  | JMW Motorsport            | Ferrari 488 GTE Evo      | 331  |
| 51   | #93  | LMGTE Am  | Proton Competition        | Porsche 911 RSR-19       | 329  |
| 52   | #30  | LMP2      | Duqueine Team             | Oreca 07-Gibson          | 326  |
| 53   | #75  | LMGTE Am  | Iron Lynx                 | Ferrari 488 GTE Evo      | 324  |
| 54   | #60  | LMGTE Am  | Iron Lynx                 | Ferrari 488 GTE Evo      | 289  |
| 55   | #31  | LMP2      | Team WRT                  | Oreca 07-Gibson          | 285  |
| 56   | #64  | LMGTE Pro | Corvette Racing           | Chevrolet Corvette C8.R  | 260  |
| 57   | #56  | LMGTE Am  | Team Project 1            | Porsche 911 RSR-19       | 241  |
| 58   | #63  | LMGTE Pro | Corvette Racing           | Chevrolet Corvette C8.R  | 214  |
| 59   | #59  | LMGTE Am  | Inception Racing          | Ferrari 488 GTE Evo      | 190  |
| 60   | #71  | LMGTE Am  | Spirit of Race            | Ferrari 488 GTE Evo      | 127  |
| 61   | #777 | LMGTE Am  | D'station Racing          | Aston Martin Vantage AMR | 112  |
| 62   | #46  | LMGTE Am  | Team Project 1            | Porsche 911 RSR-19       | 77   |